# Međuvršje
Međuvršje (cyr. Међувршје) – wieś w Serbii, w okręgu morawickim, w mieście Čačak. W 2011 roku liczyła 96 mieszkańców.
Wieś leży w pobliżu sztucznego jeziora Međuvršje.